# Hult, Kilanda socken
Hult är en bebyggelse i Ale kommun, belägen i Kilanda socken. SCB har sedan 1990 för bebyggelsen avgränsat en småort. Vid den närbelägna Hultasjön finns en kommunal badplats.